# Steimke
Steimke este o comună din landul Saxonia-Anhalt, Germania.